# Béla Czóbel
Béla Czóbel (4. září 1883 – 30. ledna 1979) byl maďarský malíř, zástupce École de Paris. Byl žákem Bély Iványiho Grünwalda v Baia Mare (maďarsky Nagybánya), později studoval na akademiích v Mnichově a v Paříži. V Paříži studoval u Jeana-Paula Laurense a stal se přítelem Picassa a Braquea. Do Uher se vrátil v roce 1906 a v Nagybányi se seznámil s tvorbou skupiny Neos. Zaujala jej i tvorba skupiny Nyolcak (Osmička nebo Osma), ale sám se nestal členem žádného maďarského uskupení. Během 1. světové války byla mnohá jeho díla zničena nebo ztracena. Ve válečných a poválečných letech (1914–1919) pracoval na akademii v holandském Bergenu, později působil v Berlíně. Od roku 1939 pobýval střídavě v Paříži a v maďarském Szentendre. V Szentendre se dnes nachází Muzeum Bély Czóbela.